# Pericoma blandula
Pericoma blandula är en tvåvingeart som beskrevs av Eaton 1893. Pericoma blandula ingår i släktet Pericoma och familjen fjärilsmyggor. Arten är reproducerande i Sverige. Inga underarter finns listade i Catalogue of Life.